# 杨炳麟
杨炳麟（1900年3月18日—1987年3月11日），原名杨之清，字友竹，云南祥云人，国民革命军人物，陆军少将。

## 生平

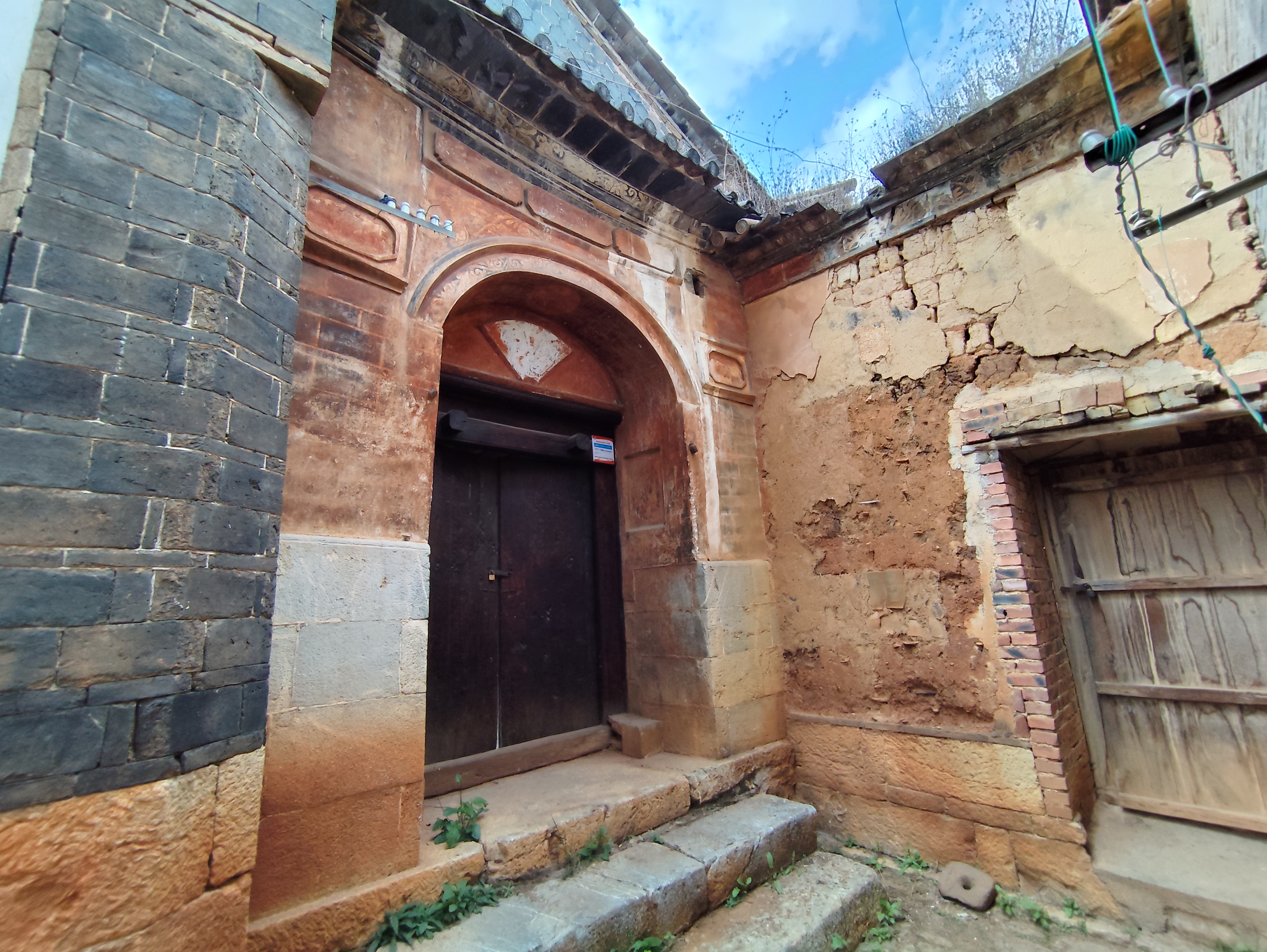
杨炳麟故居大门

杨炳麟生于云南驿村，1918年3月投入云南陆军宪兵第2区队当学兵，1919年9月随云南陆军宪兵司令官郑开文赴广东后升任靖国军第3师军士队准尉助教，1920年1月因功升任师部少尉副官，9月出任贵州游击军少尉差遣。1921年4月考入云南陆军讲武学校第十六期步兵科学习，1922年10月毕业后派任滇南镇守使署警卫连中尉排长，1923年6月调升贵州军务善后督办公署宪兵队上尉队长，1924年9月调任建国联军第7军警卫营上尉连长。1926年1月被编余后进入云南陆军将校队步兵科学习待命，1927年5月将校队结束后出任云南陆军翊卫队第2区队（先后改编为国民革命军第8路军教导师第1团第2营和国民革命军第38军教导第1团第2营，仍任营长）少校区队长，1928年4月调升国民革命军第38军第99师步兵第5旅第11团（1931年4月所部改称讨逆第10路军步兵第5旅第10 团，1935年2月19日所部改称剿匪第2路军步兵第5旅步兵第9团，1936年8月所部改称滇黔绥靖公署步兵第5旅步兵第9团， 1937年6月所部改称陆军独立第24旅步兵第9团）第3营中校营长，抗日战争期间先后于1937年8月调升陆军第60军第182师步兵第540旅步兵第1079团（1939年2月所部改称第182师步兵第545团）上校团长，1938年6月兼任第60军补充兵第7团团长，1940年5月升任第182师少将副师长（1941年7月兼任第182师政治部主任），1942年8月调任滇黔绥靖主任公署步兵第五旅少将旅长，1943年7月所部扩编为第一集团军第二路军暂编第二十二师，升任少将师长，1945年2月20日叙任陆军少将，曾率部参加台儿庄战役、武汉会战，1945年9月在越南境内接受日军投降。1945年11月升任陆军第60军少将副军长，当年借参加军官训练团机会请假返回昆明。1948年5月11日，派往姚安任云南省第八区行政督察专员兼保安司令部司令官。1949年4月，任云南省行政干部训练团学员大队少将大队长。1949年12月9日，率部在昆明参加起义，12月12日被任命为云南人民临时军政委员会收容军官管理处处长。1950年2月，入中国人民解放军西南军区军事政治大学云南分校高级研究班学习，1951年3月结业后任西南军区第一文化速成小学军事教员、西南军区第三速成中学军事教员、第三步兵预备学校军事教员等职。1955年2月转业后派任云南省人民政府参事室参事，1956年8月加入民革，曾任民革云南省委委员、常务委员及省委会机关秘书处处长等职，并当选为政协云南省委员会委员和常务委员、联络委员会副主任。1987年3月11日在昆明病逝。
位于云南驿村的杨炳麟故居建于清末，三厢两院式布局，为小青瓦硬山顶穿斗式木结构楼房，2013年作为云南驿古建筑群的一部分列入全国重点文物保护单位。